# Ménil-aux-Bois
Ménil-aux-Bois är en kommun i departementet Meuse i regionen Grand Est (tidigare regionen Lorraine) i nordöstra Frankrike. Kommunen ligger i kantonen Pierrefitte-sur-Aire som tillhör arrondissementet Commercy. År 2022 hade Ménil-aux-Bois 47 invånare.

## Befolkningsutveckling
Antalet invånare i kommunen Ménil-aux-Bois
| Referens: INSEE |